# Антим Пелтекис
Антим (на гръцки: Άνθιμος) е гръцки духовник, митрополит на Цариградската патриаршия.

## Биография
Роден е около 1840 година в Лозенград, тогава в Османската империя, със светското име Пелтекис (Πελτέκης). В 1868 година завършва Халкинската семинария, като преди завършването си е ръкоположен за дякон. В 1876 – 1878 година преподава като йеромонах в гръцкото училище в Лозенград.
На 21 май 1888 година е ръкоположен в патриаршеската катедрала „Свети Георги“ в Цариград за титулярен синадски епископ и е назначен за викарий на Мъгленската митрополия. Ръкополагането е извършено от митрополит Калиник Мъгленски в съслужение с митрополитите Гервасий Халдийски и Доротей Алепски.
На 25 февруари 1891 година оглавява Дебърската и Велешка епархия на Цариградската патриаршия в Кичево. Остава на поста до 1900 година, когато подава оставка.
Умира в Цариград на 26 август 1909 година.